# Essener System
Das Essener System ist eine Sammlung von taktischen Hinweisen zum Doppelkopfspiel gemäß den Regeln des Deutschen Doppelkopf-Verbandes.

## Entstehung
Essener Doppelkopfspieler (Claus Günther, Jörg Passenberg und Heinz Zedler) des Doppelkopfvereins Geknickte Dulle Essen e. V. formulierten dabei Anfang der 1990er Jahre Grundprinzipien, mit denen mittels damals innovativer Spieltechniken die zu erwartenden Punktgewinne für Doppelparteien erhöht werden sollten.

### Grundprinzipien
Prinzipien waren dabei:
- Jede Ansage, die früher als zum letztmöglichen Zeitpunkt erfolgt, muss nützliche Zusatzinformationen enthalten, da sie andererseits durch eine Erhöhung des Risikos für die ansagende Partei nicht zu rechtfertigen wäre.
- Verfrühte Ansagen dürfen nur getroffen werden, wenn zumindest im Regelfall Mindestkriterien für die Blattstärke des Ansagenden oder seines Partners erfüllt sind.
- Es dürfen durch verzögertes Spiel der eigenen Karte dem weiteren (beim Doppelkopfspiel oftmals vor Spielbeginn noch unbekannten Partei) Partner Informationen gegeben werden, wenn dies aufgrund der Ausgangssituation oder der besonderen Blattstärke gerechtfertigt ist.
- Vorzeitiges Ausspielen der Herz-Zehn (höchster Trumpf, in den DDV-Regeln nicht übertrumpfbar) beinhaltet Zusatzinformationen über die Stärke und die Partei des Ausspielenden.

### Etablierung
Im Deutschen Doppelkopfverband haben sich die innewohnenden Grundideen seit dem Erscheinen (1990er Jahre) weitgehend durchgesetzt und es wurden zahlreiche Versuche gestartet, diese zu erweitern oder durch Gegenstrategien gewinnbringend zu durchkreuzen. Zusammengefasst lässt sich sagen, dass sich einige Teile der taktischen Vorschläge im DDV so etabliert haben, dass sie inzwischen zu einem inoffiziellen Standard bei Doppelkopfturnieren des DDV zu zählen sind (u. a. „Große Abfrage“, „Neunzig fordern“).